# Efes Beverage Group
Efes Beverage Group est le principal producteur de bière en Turquie avec environ 80 % de parts de marché.

## Activité
Fondé en 1969, le groupe compte 14 brasseries en Turquie, en Russie, dans les pays de la CEI et dans la région des Balkans.
Le produit phare, Efes Pilsen doit son goût unique du riz ajouté aux autres ingrédients lors de l'étape du brassage. Efes est aussi à l'origine d'autres bières comme Efes Dark, Efes Light et Efes Extra.

## Histoire
En août 2017, AB InBev annonce la fusion de ses activités en Russie et en Ukraine avec celles de Efes Beverage Group (les deux groupes ont respectivement des parts de marchés de 12 et 16 % en Russie), pour créer une co-entreprise détenue à 50-50. AB InBev détient par ailleurs depuis l'acquisition de SABMiller une participation de 24 % dans Efes.

## Sponsor
Efes Pilsen sponsorise l'Anadolu Efes, un club de basket-ball turc basé à İstanbul.